# Zitadelle von Parma
Die Zitadella von Parma ist eine fünfeckige Festung, die in Parma in der italienischen Region Emilia-Romagna in den letzten Jahren des 16. Jahrhunderts errichtet wurde.
Mit der Planung und dem Bau der Anlage beauftragte der Herzog von Parma und Piacenza, Alessandro Farnese, die Bauingenieure Giovanni Antonio Stirpio de’ Brunelli und Genesio Besciani unter Mitarbeit von Smeraldo Smeraldi. Zur Realisierung des Baus wurde der Canale Maggiore umgeleitet und sein Lauf mit dem des Canale Comune bis zur Porta Nuova (heute: Barriera Farini) vereinigt.
Die Festung sollte ursprünglich Verteidigungsaufgaben dienen und ist aus diesem Grund mit Bastionen und Gräben ausgerüstet. Später wurde sie als Kaserne, als Gefängnis für politische Gefangene und als Hinrichtungsort genutzt. Zwischen dem Ende des 20. Jahrhunderts und dem Beginn des 21. Jahrhunderts wurde die Festung, deren ursprüngliche, fünfeckige Form erhalten ist, umgebaut und als öffentlicher Park genutzt, in denen Teile dem Sport und andere dem Kinderspiel gewidmet sind.
Die Anlage ist mir fünf Bastionen versehen. Der Haupteingang, der durch eine monumentale Fassade aus Angerastein gekennzeichnet ist, liegt auf der Nordseite, während der andere Eingang, die Porta del Soccorso, auf der Südseite liegt. Das Haupteingangstor, das von Simone Moschino entworfen und von Giambattista Carra 1596 errichtet wurde, ist ohne spätere Veränderungen erhalten.

## Geschichte

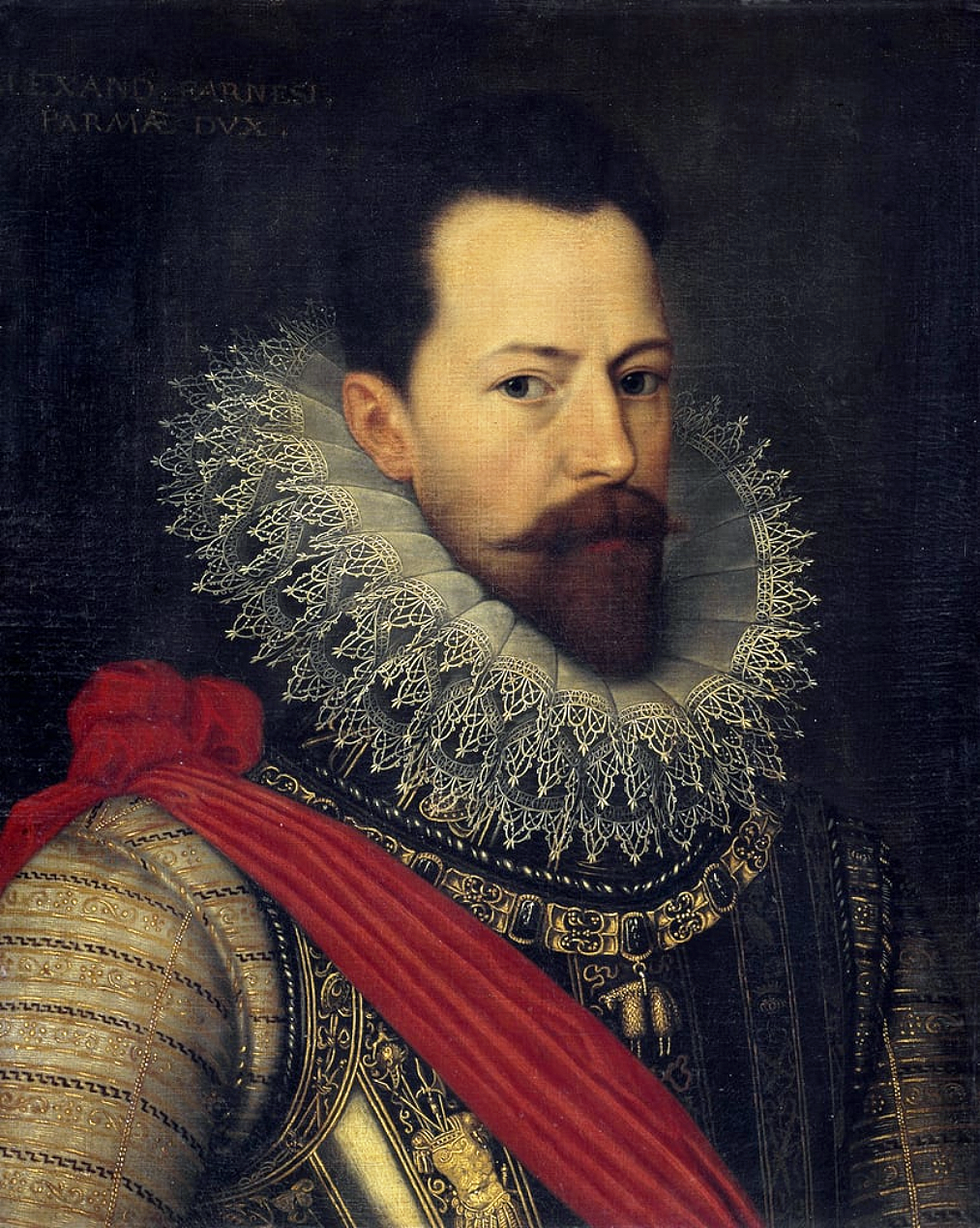
Alessandro Farnese auf einem Porträt von Otto van Veen (um 1585)

### Historischer Kontext und Standortwahl
Alessandro Farnese, der in seiner Jugend von seinem Vater Ottavio die Kriegskunst und vom Kommissar für die Krieg und die Artillerie des Herzogtums, Francesco de Marchi (1504–1576), die Geheimnisse des Festungsbaus lernen musste, entschied sich 1589 zum Bau einer Festung für Parma, egal, wie überzeugt er war, dass „die Treue einer Stadt nicht durch den Bau von Zitadellen erlangt werde, sondern durch deren Abriss“. Der Herzog selbst zeichnete den Umriss der Festung, der sich dafür durch die von Francesco Paciotto in Antwerpen gebaute inspirieren ließ. Der Herzog entschied gleichviel, mit dem Bau fortzufahren, auch im Lichte der Spannungen mit den Nachbarstaaten.
Dennoch gab nach dem Tod von Papst Paul III. der Kirchenstaat die für den Bau der Zitadelle günstige Haltung auf. Der Herzog beschloss gleichwohl, mit dem Bau fortzufahren, auch im Lichte der Spannungen mit den angrenzenden Staaten und, um möglichen Invasionen zu widerstehen. Nichtsdestoweniger sollte die Zitadelle nicht für Verteidigungsaufgaben genützt werden und wurde ziemlich bald in ein Gefängnis umgebaut, was der Meinung Vorschub leistete, dass der Herzog sie als Instrument der Unterdrückung konzipiert hätte.
Zur Wahl des Ortes, an dem die Festung gebaut werden sollte, wurde die Beschaffenheit des Bodens untersucht und ein Gelände gesucht, das die Baumaterialien für sie liefern konnte und Wasserläufe besaß, die später den Betrieb der Gräben ermöglichte. Die Wahl fiel somit auf den Südteil der Stadt, zwischen „Porta Nuova“ und dem Bollwerk der Stradella.
Die Festung von Antwerpen wurde maßstäblich kopiert, jedoch vermutlich aus Gründen begrenzter Finanzen oder der geografischen Lage in einer kleineren Dimension. Sie wurde so an die Befestigungsmauer der Stadt angelegt, sodass die Arbeiten anschließend an die Einfriedung der Stadt aus der Renaissance begannen. Um das Projekt fortzuführen, wurden aber die Bollwerke der Stradella und der Porta Nuova abgebrochen. Letzteres, das Ottavio Farnese 1573 hatte errichten lassen, wurde entlang der neuen Umfassungsmauer wieder aufgebaut.

### Die lange Debatte um die Form der Festung

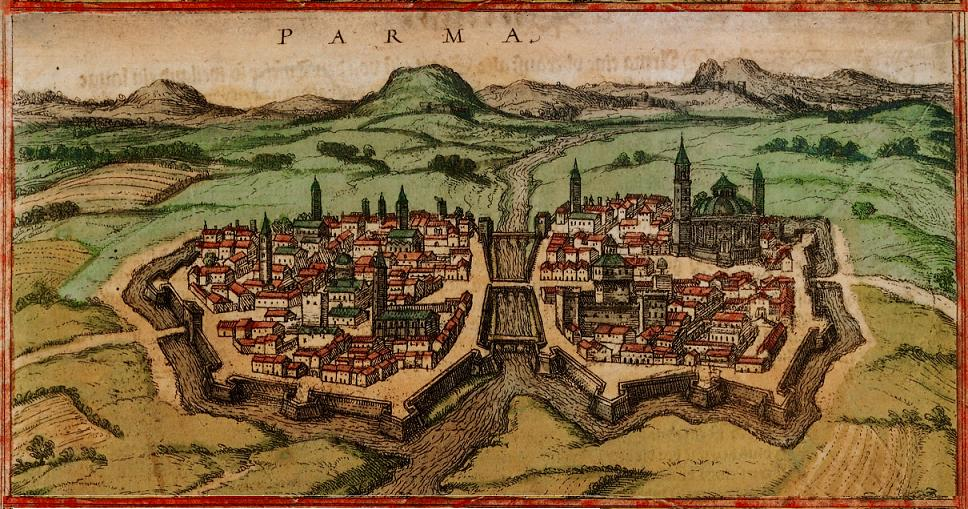
Plan der Stadt Parma aus dem 16. Jahrhundert, zu Beginn des Herzogtums

Die Wahl der fünfeckigen Form für die Zitadelle von Parma hat ihre Wurzeln in der langen Debatte, die im Laufe des 15. und 16. Jahrhunderts stattfand und sich mit der Frage beschäftigte, welche genaue Anzahl von Bastionen das Gebäude bekommen sollte, um das Gebäude aus strategischer Sicht am besten verteidigbar zu machen. Die Erhaltung einer zentrischen Form in Übereinstimmung mit der Konzeption der Stadt aus der Renaissance und die Verfolgung des Charakters einer extremen Funktionalität des Gebäudes waren die beiden wichtigsten Gründe, die zur Wahl der fünfeckigen Form für die Ausführung der Zitadelle führten. Das Studium der Festungen, in dem jedes technisch-geometrische Element genau dosiert ist, um die am besten geeignete Form und Größe zu erhalten, sieht die Aufrechterhaltung einer physischen Zentralität als notwendiges Element, um die Festung mit den Charakteristiken des umgebenden Territoriums in Einklang zu bringen und gestalten zu können. Daraus resultierte die Wahl der fünfseitigen Form, eher länglich als gleichseitig. In der zweiten Hälfte des 16. Jahrhunderts wurde nach verschiedenen Erkenntnissen die fünfeckige Form gewählt, so wie z. B. bei der Fortezza da Basso in Florenz (1533) und der Cittadella Farnesina in Piacenza (1547), die von Antonio da Sangallo dem Jüngeren entworfen wurden.
Die Charakteristik von Sangallo, die man bei der Palastfestung von Caprarola findet, liegt darin, dass er Ästhetik und Funktionalität verbinden konnte, die zivile Architektur mit der militärischen. Im Laufe der Zeit kann man die Verbesserung der militärischen Stadtplanung des 16. Jahrhunderts sehen, wie auch die äußere Umfassungsmauer der Engelsburg zeigt, die von Francesco Laparelli entworfen wurde und deren Bau 1562 begann. Darüber hinaus kann man, obwohl die Suche nach präzisen Geometrien vermerkt ist, den Wunsch, einen bestimmten, formalen Abschluss zugunsten einer figurativen Zugänglichkeit zur mittelalterlichen Struktur und der Untersuchung der Stadtstruktur, gekennzeichnet durch das Vorhandensein des Flusses, aufzugeben, beobachten.

### Der Bau der Zitadelle und seine Folgen
Die Errichtung der Zitadelle brachte verschiedene, nicht zu vernachlässigende Folgen für die Stadt Parma mit sich, ob aus ökologischer Sicht, aus sozialer oder wirtschaftlicher. Zunächst einmal der enorme Platzbedarf für den Bau des Komplexes, dann aber auch die Notwendigkeit, den äußeren Umfang des Gebäudes freizuhalten (die sogenannten Schnitte), um dem Feind bei Belagerungen keinen Unterschlupf zu gewähren, führten zum Abriss zahlreicher Gebäude, von einfachen Wohnhäusern der Bevölkerung über höhere Gebäude bis hin zu religiösen Bauten. Die urbane Struktur der Stadt hat sehr gelitten, auch in den folgenden Jahrhunderten. Ebenso wurde die Rolle der Stadt selbst tiefgreifend verändert, mit der Vorwegnahme des späteren städtebaulichen und wirtschaftlichen Niedergangs der Stadt, wie dies auch in Antwerpen geschehen ist, wo die Verwurzelung von Militäreinheiten im Inneren der Zitadelle solche Spannungen verursachte, dass der Handel vertrieben, die Märkte und die Finanztransaktionen damit verlegt wurden und dies so zu einer Verarmung der Stadt führte.

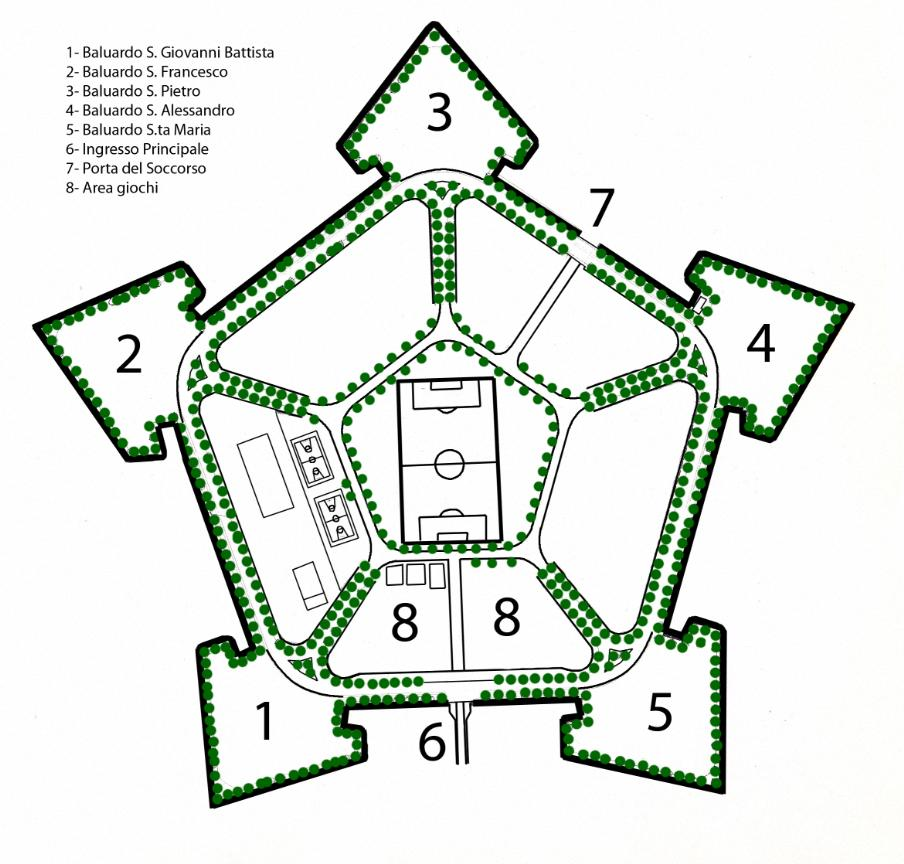
Planimetrie della Zitadelle von Parma

#### Die Tore
Die Zitadelle hatte historisch zwei einzelne Eingänge, die auf der Nordseite des Komplexes, zur Stadt hin, bzw. auf der Südseite, zum damaligen platten Land hin, lagen. Der Zugang von der Stadt aus war durch ein monumentales Tor gekrönt, der von außen hieß dagegen „Porta del Soccorso“ (dt.: Hilfs- oder Nebeneingang). In Übereinstimmung mit dem, was in einer notariellen Urkunde von 1596 steht, wurde die Planung des Haupttores von Simone Moschino durchgeführt, und zwar nach den Kriterien des Baus monumentaler Zugänge zu Städten oder Zitadellen im 16. Jahrhundert. Das Tor zeigt sich heute ohne wesentliche Veränderungen seines ursprünglichen Aussehens, mit Ausnahme des oberen Teils, in Ziegelmauerwerk, die einzige Veränderung im Laufe der Zeit. Die Bauzeit dieses Tors war relativ lang: Am Ende der Bauzeit war es in drei Joche unterteilt, die über eine Reihe von Räumen miteinander verbunden waren, die für das Wachbataillon und zur Kontrolle vorgesehen waren. Im obersten Stockwerk lag dagegen die Wohnung des Kastellans, getrennt von der Fassade durch einen Korridor, der zu den Beobachtungsposten führte. Das ursprüngliche Projekt sah auch den Einbau vierer Kanonenstände vor, die nie wirklich in das Gebäude eingebaut wurden. Die „Porta del Soccorso“ dagegen erlebte einen vollständigen Umbau nach dem Zweiten Weltkrieg, wodurch sie viel einfacher und ungefährer ausfiel, als die im ursprünglichen Projekt vorhandene, nachdem sie durch stärker verfeinerte und komplexere Zeichnungen bereichert war, mit Stäben aus Granit und mit zwei monumentalen Kanonen seitlich neben dem Eingang.

#### Die Arbeiten
Die Arbeiten zum Bau der Zitadelle begannen 1591 unter der Leitung des herzoglichen Bauingenieurs Giovanni Antonio Stirpio de’ Brunelli. Der Prinz Ranuccio dagegen kümmerte sich persönlich um den finanziellen Aspekt, während der Graf Cosimo Tagliaferri, ein „Doktor der Rechte“, sich auf die Verwaltung beschränkte. Da sich der Herzog Alessandro aber zur Zeit des Baus in Flandern befand, ist es nicht sicher, ob Ranuccio die von seinem Vater hinterlassenen Anweisungen treu befolgte oder nicht. Einige Dokumente aber bezeugen die rechtlichen Schwierigkeiten mit einigen Problemen, die während des Baus der Zitadelle auftraten, sodass die Umsetzungszeit sich über die Prognose hinaus verlängern konnte. Schon zu Beginn der Arbeiten brach ein wesentlicher Streit zwischen Brunelli und den herzoglichen Funktionären aus, wodurch die Bauzeit sich verlängerte. Darüber hinaus verursachten die Eingriffe der Verwalter von Alessandro Farnese verschiedene Probleme, auch, was die technische Seite betraf: Dies führte zu einer langen Reihe von gegenseitigen Vorwürfen zwischen den Projektverantwortlichen, wie aus den beiden Briefen hervorgeht, die der herzogliche Sekretär Pico an Herzog Alessandro schickte und in denen er nicht nur den starken Willen ausdrückte, die Festung mit Wachen und Artillerie auszurüsten, sondern sich auch über Brunelli grundlegend beschwerte.
Diese zögerten, da sie um jeden Preis die Arbeiten fertigstellen lassen wollten, nicht, dem Willen der Gemeinde entgegenstehende Entscheidungen zu treffen, und auch gelegentlich solche, die selbst dem Willen Alessandros widersprachen. Die Missverständnisse zwischen Brunelli und den Verwaltern nahmen im Laufe der Zeit zu, bis zu einem Punkt, an dem es zur wiederkehrenden Praxis wurde, den Gegner zu diskreditieren und ihn absichtlich Konstruktionsfehler machen zu lassen. In diesem Arbeitsklima endete es damit, dass Brunelli 1592 auf dringenden Wunsch des Herzogs hin nach Flandern beordert wurde, der auf seinen Posten Bresciani ernannte, mit der Unterstützung von Smeraldo Smeraldi, und so die Situation bereinigte.
Smeraldo Smeraldi sind viele Planungen der Festung geschuldet. Stirpio nutzte sein Fachwissen, indem er mit besonderem Engagement Lösungen für verschiedene Probleme lieferte. Zu den wichtigsten Planungen gehören: Der Grundriss der Festung (der die Maße einiger ihrer Elemente enthält), das Relief des Profils der Zitadelle und der Stadtmauern, sowie der Sektion der Gräben und der Bollwerke.
Der Bau der Zitadelle erforderte von Beginn an einen enormen finanziellen Aufwand und zog zwangsläufig verschiedene Interessen aus der gesamten Region an. Alessandro wollte seiner Familie die wirtschaftliche Last des Baus einer Festung auferlegen. Darüber hinaus gab der Bau eines so ambitionierten Projektes vielen Bürgern Arbeit und trug so unabsichtlich auch zur Begrenzung der Revolten bei, die in den Zeiten größter Hungersnot aufflammten. Während der Arbeiten kam es jedoch zu verschiedenen Betrügereien, oft die Qualität der Materialien betreffend, die manchmal richtig schlimm war, oder auch die Arbeiten, die grob und/oder sogar gar nicht ausgeführt wurden. Diese Vorkommnisse fielen in Form einer Anklage sowohl auf Stirpio als auch auf Smeraldi zurück.

### Spätere Umbauten und Probleme
Über die Jahrhunderte wurde die Zitadelle verschiedenen Veränderungen unterzogen. Die ersten ließen die Herzöge Odoardo und Ranuccio II. durchführen, die die Mauern restaurieren und die Arsenale ausbauen ließen und darüber hinaus die Bewaffnung der Verteidigungsbauwerke verstärken ließen. Ihre Nachfolger, Francesco und Antonio beschränkten sich dagegen darauf, das Verteidigungssystem und das interne Kontrollsystem zu perfektionieren, ohne aber massiv in die Bausubstanz einzugreifen. Die Perfektionierung aber erwies sich als nutzlos: Nach dem Tod von Antonio wurde die Zitadelle von verschiedenen fremden Mächten erobert und in dieser Zeit wurden Bleigardisten auf den Bastionen installiert, unterirdische Wachbataillone organisiert, die den Feind aus zehn Ausgängen angreifen konnten, Räumlichkeiten zur Aufnahme von Soldaten geschaffen und ein Haus für den Priester erbaut. Im Inneren der Zitadelle wurden außerdem Lagerräume gebaut, die bei einer Belagerung als Gefängnisse genutzt werden konnten. In der Wohnung des Kastellans neben dem Eingang wurden Wachbataillone installiert, die mit fünf Kanonenbatterien ausgestattet waren.

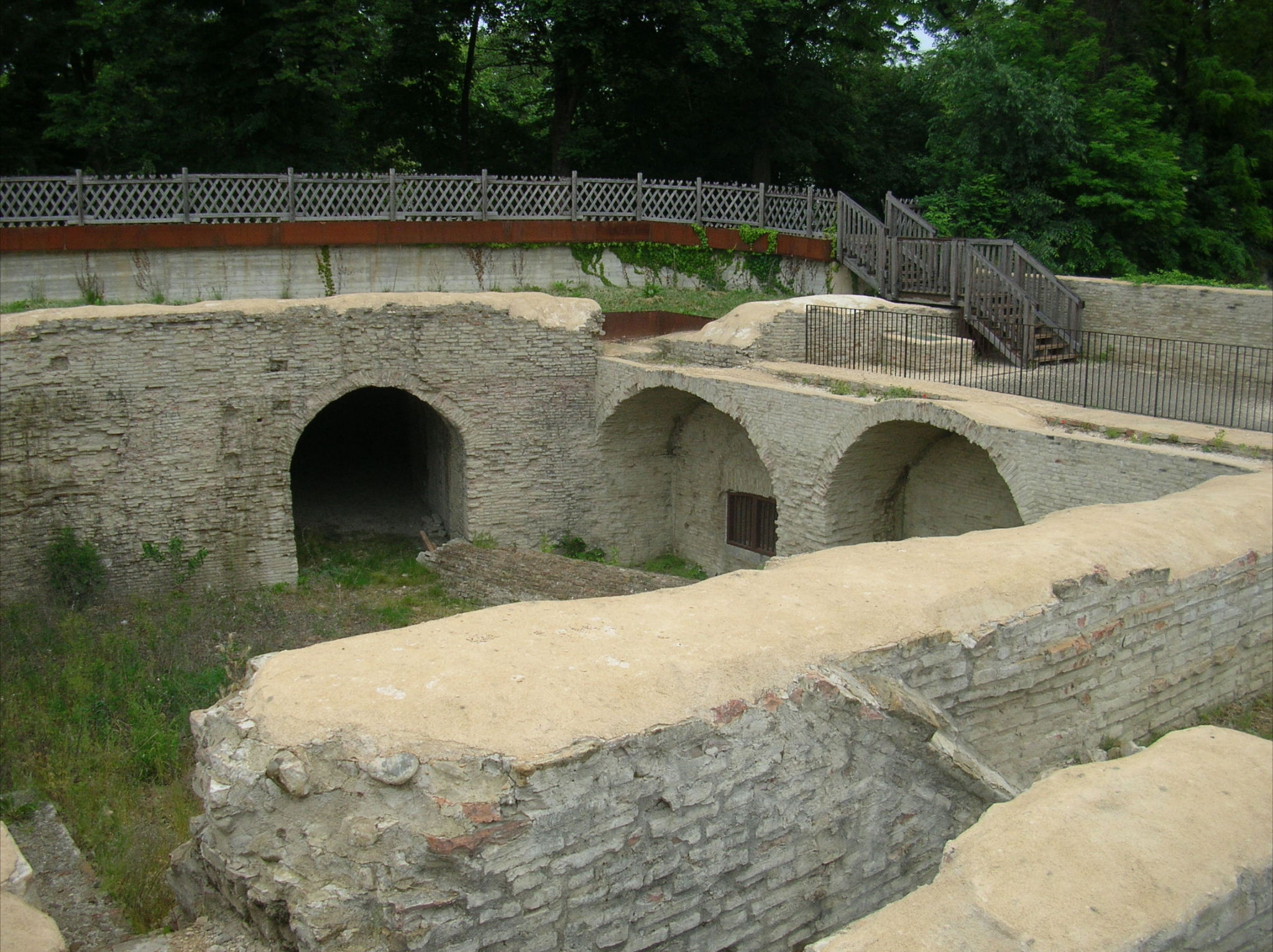
Restaurierung der Bastion Santa Maria an der Zitadelle von Parma

1747 war es dagegen ein Gutachten des Bauingenieurs Borelli, das die Notwendigkeit von Eingriffen an den Bollwerken und den Kurtinen aufzeigte: Er erwähnte Fehler bei der Erhaltung der Fassaden der Bastion San Francesco, Sant'Alessandro, Santa Maria und San Giovanni und an der Kurtine zwischen beiden letzteren. Der Fachmann Emilio Casa, der sich 1734, in der Regierungszeit Karls III. über den Zustand der Zitadelle äußerte, beschrieb darüber hinaus ein Gebäude, vermutlich eine Kultstätte: Seine Existenz wird auch durch ältere Pläne der Zitadelle bestätigt.
Im 19. Jahrhundert stürzten einige Bastionen ein und wurden wieder aufgebaut, wobei man die Gelegenheit ergriff und die Mauern erhöhte, um sie schwieriger zu erobern zu machen. Zwischen 1842 und 1859 dagegen wurden zwei Kasernen und ein Magazin für die Artillerie und zugehörige Materialien, wobei man faktisch die Zitadelle von einem Verteidigungsbauwerk in eine Kaserne umbaute, deren Funktion es, wie im Aachener Vertrag von 1748 dauerhaft bestimmt, war, eine Ausnahme für die napoleonische Regierung (1802–1814) und den ersten Teil der zweiten habsburgischen Periode im Herzogtum zu bilden. In der Regierungszeit von Marie-Louise und Adam von Neipperg war in der Festung ein Infanterieregiment untergebracht und dort fanden ihre Paraden statt.
Ab 1818 dagegen wurde die Zitadelle Sitz des Militärkollegs, das später in „Militärschule“ umbenannt und verlegt wurde. Später wurde die Festung entscheidend umgebaut: Charles-René de Bombelles ließ dort eine Kaserne bauen, deren Mauern höher als die von Karl III. waren, ebenso wie eine Zugbrücke und einige Schützengräben, die – zusammen mit dem dauerhaften Umzug von Artilleriegeschützen und Militäreinheiten – ihr den von Karl III. angeordneten, neuen Namen „Piazza di guerra“ (dt.: Kriegsplatz) einbrachte.

### 21. Jahrhundert

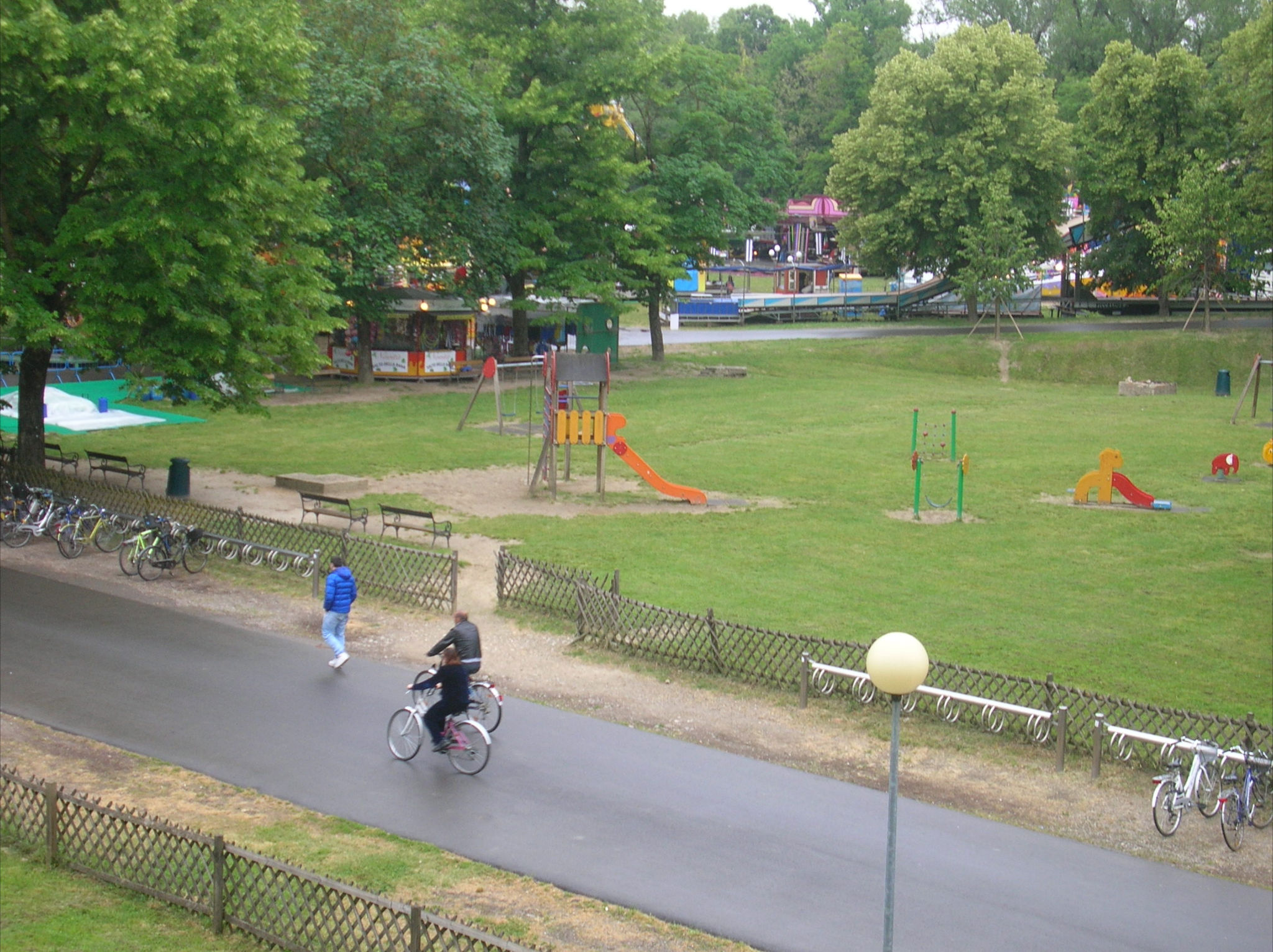
Zitadellenpark

#### Restaurierung
Die Zitadelle wurde 2009 auf Veranlassung der Stadt Parma restauriert; das Projekt führte das Studio Canali durch. Das Projekt, das darauf abzielte, Dienstleistungen für die Bürger in dem historischen Gebäude einzuführen, wobei architektonische Besonderheiten, die durch die Vegetation bedroht waren geschützt werden sollten, beschränkte sich auf die statische Reparatur der Bastionen und die Restaurierung der Atrien hinter den beiden Monumentaltoren.
Die Restaurierung, die etwa 2,2 Mio. € kostete, begann mit der Pflege der Gärten, die eine Fläche von etwa 120.000 m² zwischen dem inneren Teil an der Mauer bis zum äußeren umfassen und bestand aus dem Beschneiden, der Pflanzung neuer Bäume und der Anlage von Rasenflächen. In einer zweiten Phase sollten im unteren Teil der Zitadelle einige synthetische Fußballfelder und ein Basketballfeld realisiert werden,
Der letzte Teil des Projektes umfasste den Einbau einer Bar, Sanitäranlagen und Umkleidekabinen an der Jugendherberge, der Bau einer Spielzone für Kinder im mittleren Teil und Abriss der Geländehindernisse im Bereich des Nordost-Bollwerks.

#### Giornata dell’arte

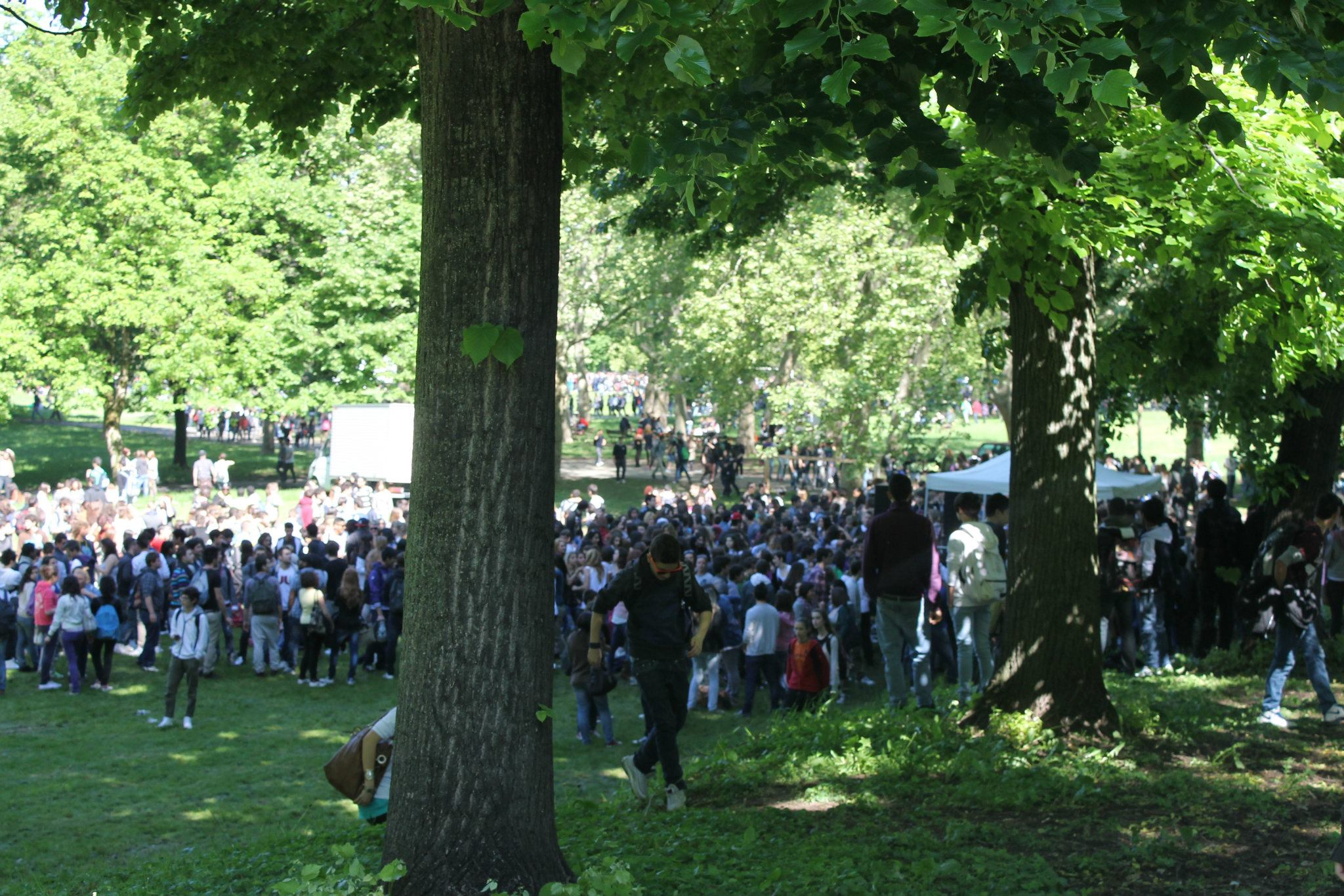
Giornata dell’arte 2012

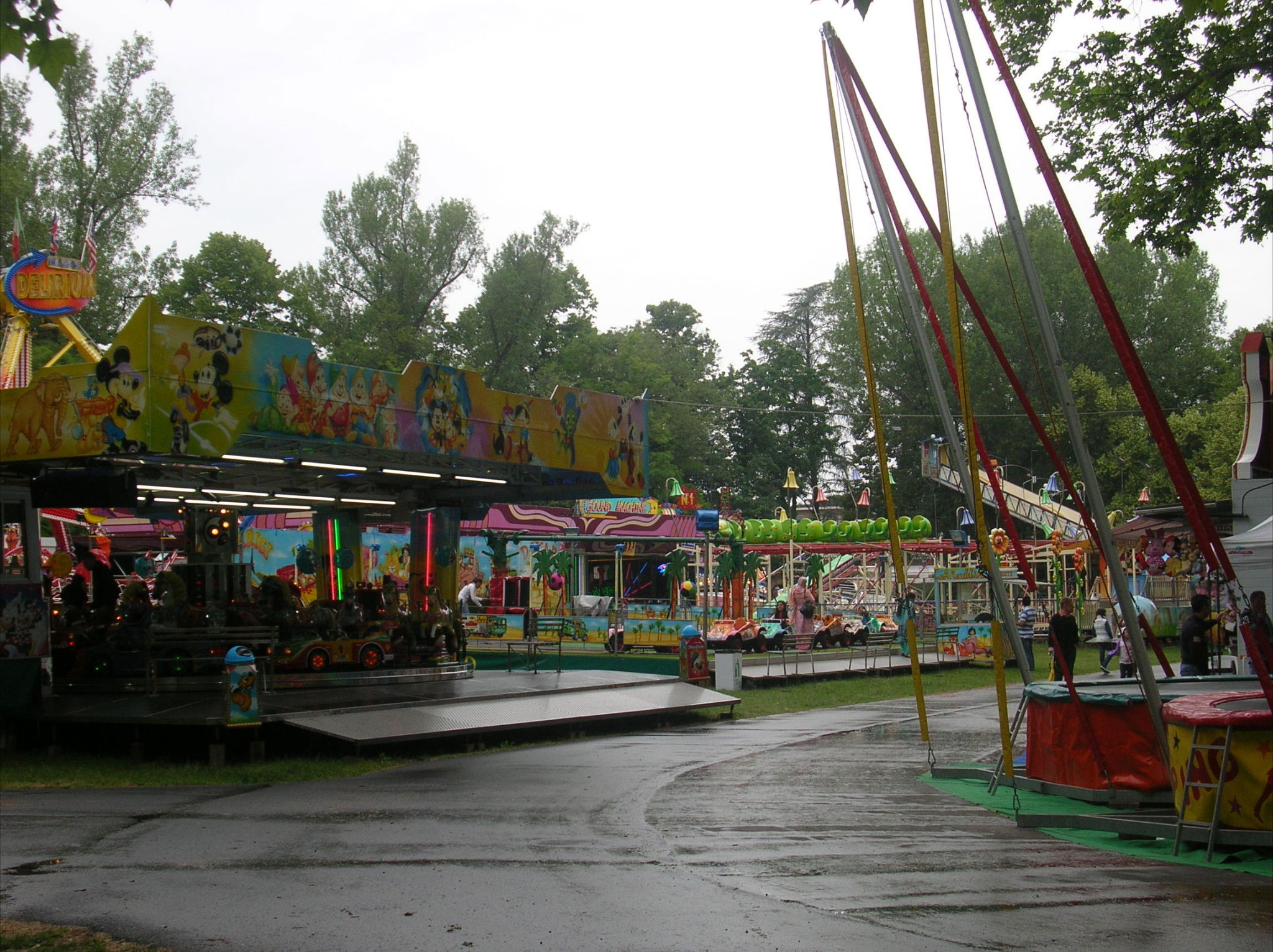
Lunapark in der Nähe des Parks der Zitadelle

Jedes Jahr findet im Park der Zitadelle der Giornata dell’arte e della creatività (dt.: Tag der Kunst und der Kreativität) statt, eine Veranstaltung, bei der sich zahlreiche Schüler aus den weiterführenden Schulen der Stadt sich zusammentun, einige Werke unterschiedlicher Art, die sie selbst geschaffen haben, ausstellen und bewundern, wie z. B. Gemälde, Zeichnungen, Comics, Fotografien, Skulpturen und Körperbemalung. Durch diese Erfahrung ist es den Jugendlichen möglich, ihre Fähigkeiten und ihre Expertise in einem künstlerischen Wettbewerb zu zeigen. Parallel finden musikalische Veranstaltungen statt, mit Discotheken und Konzerten, die ebenfalls von den Schülern organisiert werden. Am Ende des Tages prämiert eine Jury aus Schülern und Lehrern die, die als Beste erachtet werden.

#### Lunapark
Jedes Jahr im späten Frühjahr dagegen findet eine Dult im Park statt. Die Stadt Parma organisiert dort mit dem erklärten Ziel, „die öffentlichen Räume zu füllen, anstatt sie zu veröden“, einen Thementag für einen guten Zweck.